# N4 (Frankrijk)
De N4 of Route nationale 4 is een nationale weg in Frankrijk. De weg bestaat uit drie delen in Noordoost-Frankrijk. Het eerste deel loopt van de N104, de buitenste ringweg van Parijs, via Saint-Dizier naar Toul en is 245 kilometer lang. Het tweede deel begint bij Dombasle-sur-Meurthe en loopt via Sarrebourg naar Phalsbourg. Dit deel is 76 kilometer lang. Het laatste deel verbindt Ittenheim met de A351 richting Straatsburg.

## Geschiedenis
In 1811 liet Napoleon Bonaparte de Route impériale 5 aanleggen van Parijs naar Straatsburg en Duitsland. In 1824 werd de huidige N4 gecreëerd uit de oude route van de Route impériale 5. Deze weg liep van de N3 bij Châlons-en-Champagne via Saint-Dizier, Nancy en Straatsburg naar Duitsland en was 303 kilometer lang.
In 1949 werd de route verlengd tot Parijs. Het gedeelte tussen Vitry-le-François en Châlons-en-Champagne werd omgenummerd naar N44. De nieuwe weg werd samengesteld uit de D123 tussen Parijs en Joinville-le-Pont, de N303 in Joinville-le-Pont, N304 tussen Joinville-le-Pont en Esternay en de N34 tussen Esternay en Vitry-le-François.
Op 15 juni 2009 is de N333 bij de N4 gevoegd. Deze weg vormde de ringweg van Lunéville en verbond de A33 met het voormalige uiteinde van de N4.

### Declassificaties
Door de aanleg van de parallelle autosnelwegen in de buurt van Parijs en Nancy en in de Elzas nam het belang van de N4 in deze gebieden af. Daarom zijn delen van de weg in 2006 overgedragen aan de departementen. Deze delen hebben daardoor nummers van de departementale wegen. De overgedragen delen van de N4 kregen de volgende nummers:
- Val-de-Marne: D4
- Seine-et-Marne: D604
- Meurthe-et-Moselle: D400
- Moselle: D604
- Bas-Rhin: D1004

N1 · N2 · N3 · N4 · N5 · N6 · N7 · N9 · N10 · N11 · N12 · N13 · N14 · N15 · N17 · N19 · N19J · N20 · N21 · N22 · N24 · N25 · N27 · N28 · N31 · N33 · N34 · N36 · N37 · N41 · N42 · N43 · N44 · N47 · N49 · N51 · N52 · N57 · N58 · N59 · N61 · N61A · N65 · N66 · N67 · N70 · N77 · N79 · N80 · N82 · N83 · N85 · N86 · N87 · N88 · N89 · N90 · N94 · N98 · N100 · N102 · N104 · N105 · N106 · N109 · N112 · N113 · N116 · N118 · N118A · N118B · N122 · N123 · N124 · N125 · N126 · N129 · N134 · N135 · N136 · N137 · N138 · N141 · N142 · N145 · N147 · N149 · N150 · N151 · N154 · N157 · N158 · N159 · N162 · N164 · N165 · N166 · N171 · N174 · N175 · N176 · N182 · N184 · N186 · N186A · N186B · N188 · N191 · N192 · N201 · N202 · N205 · N209 · N216 · N221 · N224 · N225 · N227 · N230 · N237 · N244 · N248 · N249 · N250 · N254 · N265 · N274 · N282 · N296 · N301 · N303 · N306 · N314 · N315 · N316 · N320 · N324 · N330 · N337 · N338 · N346 · N353 · N356 · N363 · N385 · N388 · N401 · N406 · N410 · N416 · N425 · N431 · N440 · N441 · N444 · N446 · N449 · N481 · N486 · N488 · N489 · N520 · N524 · N532 · N537 · N542 · N543 · N568 · N569 · N572 · N580 · N814 · N844 · N1007 · N1012 · N1013 · N1014 · N1019 · N1021 · N1029 · N1031 · N1043 · N1050 · N1075 · N1083 · N1104 · N1113 · N1134 · N1135 · N1141 · N1154 · N1338 · N1547 · N1569 · N2028 · N2043 · N2057 · N2162 · N2249